# Gustav Wilhelm zu Mecklenburg

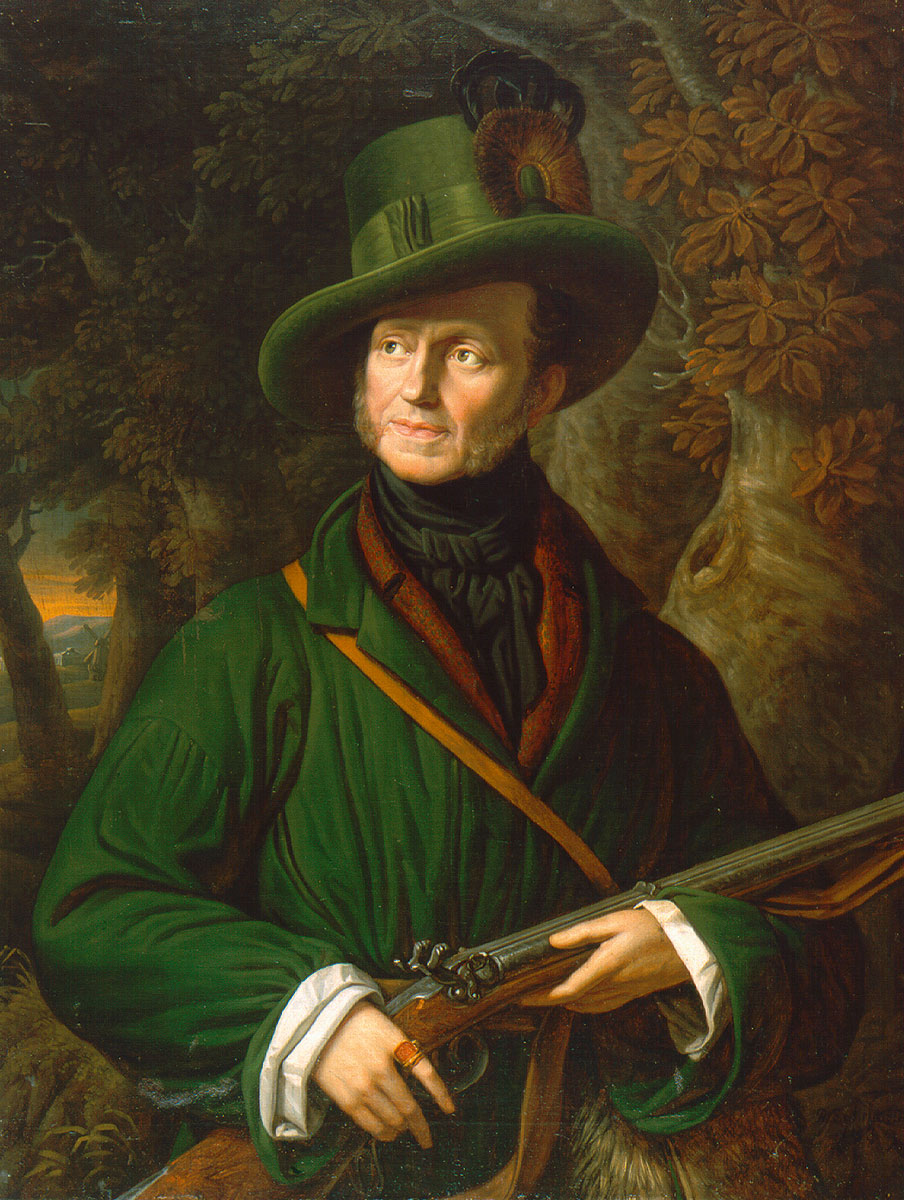
Rudolph Suhrlandt: Herzog Gustav von Mecklenburg als Jäger (1839)

Gustav Wilhelm, Herzog zu Mecklenburg [-Schwerin], eigentl. Gustav, Herzog zu Mecklenburg (* 31. Januar 1781 in Ludwigslust; † 10. Januar 1851 ebenda) war ein Angehöriger des (groß-)herzoglichen Hauses von Mecklenburg-Schwerin.

## Leben
Gustav war das dritte Kind und der zweite Sohn von Herzog Friedrich Franz I. (1756–1837) und seiner Frau Luise von Sachsen-Gotha (1756–1808). Im Januar 1807 ging er mit der herzoglichen Familie ins Exil nach Altona.
Er diente als Rittmeister im schwedischen Heer sowie als Major in der preußischen Kavallerie. Im Frühjahr 1813 befand er sich auf einer Grand Tour in Neapel, kehrte jedoch wegen des beginnenden Befreiungskrieges nach Ludwigslust zurück und wurde Major im mecklenburg-schwerinschen Regiment freiwilliger Jäger zu Pferde. Am 10. Dezember 1813 wurde er in der Schlacht bei Sehestedt verwundet, verlor zwei Finger und geriet kurzzeitig in dänische Gefangenschaft, wurde aber schon nach wenigen Stunden ausgetauscht. Nach einem mehrjährigen Aufenthalt in Italien kehrte er 1827 nach Mecklenburg zurück.
Von 1830 bis 1832 ließ er sich in Ludwigslust durch den Landbaumeister Friedrich Georg Erich Groß die Villa Gustava als Residenz erbauen.
Herzog Gustav war ein begabter Musiker und trat bei Hofkonzerten im Schloss Ludwigslust als Sänger und Gitarrist auf. Louis Massonneau widmete ihm seine Six Trios.
Er war Domherr in Magdeburg und blieb unverheiratet. Karl Heinrich Ulrichs erwähnt ihn in seinem Argonauticus als homosexuell.
Gustav verstarb am 10. Januar 1851 nach längerem Leiden in Ludwigslust. Der regierende Großherzog Friedrich Franz II., sein Großneffe, ordnete Staatstrauer an; Gustav wurde am 15. Januar 1851 im Louisen-Mausoleum im Schlosspark Ludwigslust beigesetzt.
Großherzog Friedrich Franz II. erhob die Villa Gustava, die er erbte, im Juni 1851 nebst dem dazugehörigen Haus- und Garten-Inventarium zu einem untheilbaren, unveräußerlichen und unverschuldbaren Familienfideikommisse, und verlieh Herzog Wilhelm zu Mecklenburg die Nießbrauch-Rechte. Im Ersten Weltkrieg und bis 1923 nutzte Herzogin Marie von Mecklenburg-Schwerin die Villa. Sie ist bis heute, wenn auch ruinös, erhalten und steht unter Denkmalschutz.

## Auszeichnungen
- Mecklenburgische Militärverdienstmedaille
- Mecklenburgische Feldzugsmedaille
- Großkreuz des Roten Adlerordens
- Königlich Preußischer St. Johanniter-Orden
- Großkreuz des Schwertordens
- Großkreuz des Ordens vom Niederländischen Löwen
- Großkreuz des Guelphen-Ordens
- Russischer Orden des Heiligen Georg
- Elefanten-Orden (448. Verleihung) am 14. Juli 1841